# Arieșu de Pădure
Arieșu de Pădure – wieś w Rumunii, w okręgu Marmarosz, w gminie Satulung. W 2011 roku liczyła 223 mieszkańców.